# الحزب الديمقراطي المسيحي (فرنسا)
الحزب الديمقراطي المسيحي وهو حزب مسيحي ديمقراطي متحفظ في فرنسا. وكان الحزب يعرف بمنتدى الجمهوريين بين عامي 2001 و 2009 قبل اعتماد اسمه الحالي. مؤسسة الحزب وزعيمته هي كريستين بوتن.